# Bitva u Kamence Podolského
Bitva u Kamence Podolského byla součástí větší sovětské Proskurovsko – Černovické ofenzívy (rusky: Проскуровско-Черновицкая Операция, Proskurovsko-Černovitskaja Operatsija), jejímž hlavním cílem byl útok na 1. tankovou armádu, součást Skupiny armád Jih.
Byla to největší a nejdůležitější součást Dněpersko-karpatské operace. 
Koncem února roku 1944 pronikla Rudá armáda dále na západ, a její vrchní velení připravovalo útok tří ukrajinských frontů na německá uskupení na západní Ukrajině. Hlavní úder, který měl probíhat z prostoru Dubno – Šepetovka – Ljubar ve všeobecném směru na Černovice, měl za cíl zničit Podolsko-kamenecké uskupení německých vojsk. 4. března byl zahájen útok proti severnímu křídlu, při kterém se sovětským vojskům podařilo prorazit frontu a učinit hluboký vlom. 7. března 1944 došlo k těžkým bojům, když se německá armáda pokoušela z této situace vymanévrovat. Útok Rudé armády však pokračoval úspěšně - překonáním Jižního Bugu a postupem k řece Dněstr. 16. března obsadily jednotky 2. ukrajinského frontu železniční trať Lvov - Oděsa, a vyřadily tak hlavní německou zásobovací tepnu. 26. března překročila Rudá armáda rumunskou hranici. 1. ukrajinský front útočil dále na západ, a 29. března obsadil město Černovice.
Došlo k situaci, při níž byla v kotli mezi Bugem a Dněstrem obklíčena německá 1. tanková armáda, a na dolním Dněpru izolována německá 6. armáda. Sovětsko - německá fronta o délce téměř 900 km byla roztříštěna, německé armádě hrozila katastrofa. Z těžké situace ji zachránil maršál Erich von Manstein, který připravil plány úniku obklíčených vojsk.
Severní skupině německých vojsk se podařilo z obklíčení uniknout poměrně snadno, ale situace jižní skupiny v prostoru Kamence Podolského se vyvíjela podstatně hůř. Nakonec i zde se německá vojska probila z obklíčení, po úderu neočekávaným směrem, ovšem za cenu těžkých ztrát a obětování veškeré těžké techniky. Mansteinovi se poté podařilo stabilizovat frontu. Operace si na německé straně vyžádala kolem 35 tisíc mrtvých, zajatých a nezvěstných vojáků.
Bitva skončila sice sovětským vítězstvím, ovšem Rudé armádě se nepodařilo plně využít situace, zničit obklíčená vojska, a zahájit mohutnější postup do otevřené německé obrany. Dne 14. dubna 1944 osvobodily sovětské jednotky Ternopil, a Rudá armáda přešla do obrany. Maršál Erich von Manstein byl po této akci Hitlerem odvolán a poslán do důchodu.